# Georgia Gould
Georgia Gould (ur. 5 stycznia 1980 w Baltimore) – amerykańska kolarka górska i przełajowa, brązowa medalistka olimpijska oraz dwukrotna medalistka mistrzostw świata MTB.

## Kariera
Pierwszy sukces w karierze Georgia Gould osiągnęła w 2006 roku, kiedy została mistrzynią USA w kolarstwie MTB. Rok później była najlepsza w cross-country na mistrzostwach panamerykańskich, a wspólnie z Ethanem Gilmourem, Samuelem Schultzem i Adamem Craigiem zdobyła brązowy medal w sztafecie mieszanej podczas mistrzostw świata MTB w Fort William. W 2008 roku wystąpiła na igrzyskach olimpijskich w Pekinie, gdzie w cross-country zajęła ósme miejsce. Na kolejne sukcesy musiała poczekać do 2012 roku, kiedy to zdobyła dwa medale na międzynarodowych imprezach. Najpierw zajęła trzecie miejsce w cross-country na igrzyskach olimpijskich w Londynie, ulegając jedynie Francuzce Julie Bresset oraz Niemce Sabine Spitz. Kilka tygodni później wynik ten powtórzyła na mistrzostwach świata MTB w Leogang. Tym razem wyprzedziły ją Julie Bresset i Gunn-Rita Dahle Flesjå z Norwegii. Ponadto Gould regularnie startuje w zawodach kolarstwa przełajowego, choć głównie na arenie krajowej.